# Хайнрих Любке
Хайнрих Любке (на немски: Heinrich Lübke) е бундеспрезидент (федерален президент) на Федерална република Германия (ФРГ) от 1956 до 1969. Той е създателя на така наречения Любке английски.

## Биография

### Произход и образование
Любке има съвсем скромно потекло. Той е син на фермер и обущар от Зауерланд и е топограф по образование. Любке е доброволец по време на Първата световна война, достигайки ранг лейтенант.

### Политическа кариера
През 1930 г. Хайнрих Любке става член на консервативната, близка до Римокатолическата църква Партия Център (от немски Zentrumspartei). От нейната листа е избран през април 1932 г. за депутат в германския парламент.
През 1933 г. националсоциалистите вземат властта, като едно от първите им решения след това е да разпуснат политическите партии, включително и Партия Център. Любке е обвинен в неправилно използване на публични фондове и затворен. След 20-месечен затвор той е освободен, след кaто не са представени никакви доказателства, които да защитят политически мотивираните обвинения. През 1937 г. Любке успява да вземе позиция в строително общество. През 1939 г. непосредствено преди навечерието на Втората световна война се включва в компания на строителни инженери, чийто мениджър е Валтер Шлемп. Тук Любке се среща с Алберт Шпеер и получава отговорността по големи строителни проекти, някои от които са под покровителството на министерството по въоръжаването, ръководено от Спер. Някой от тези проекти са по разширяването на „Военно-изследователския център Пенемюнде“ (Heeresversuchsanstalt Peenemünde, съкратено HVP) и на „Тестовия център на военновъздушните сили“ (Erprobungsstelle der Luftwaffe).
След войната Любке се завръща към своята кариера в политиката като става член на Християндемократическия съюз във ФРГ и министър на земеделието в провинциалния парламент (Ландтаг) на Северен Рейн-Вестфалия през 1947 г. През 1953 г. Конрад Аденауер, първият бундесканцлер на следвоенна Германия, назначава Хайнрих Любке в своето правителство като министър на земеделието в столицата на Западна Германия – Бон.
Любке е избран от Аденауер за кандидат за най-вече репрезентативния пост на бундеспрезидент, за да е сигурен, че на неговите политически планове няма да пречат прекалено силни личности на тази длъжност. Любке побеждава Карло Шмид, кандидат на Социалдемократическата партия на Германия (SPD). На следващите избори за бундеспрезидент през 1959 г. Любке спечелва и срещу Макс Бекер, кандидат на Свободната демократическа партия (FDP).
Статусът на Любке като предишен политически затворник на националсоциалистите му помага много и чак през 1966 г. срещу него са повдигнати обвинения в това, че е знае за използването на затворници за своите военновременните строителни проекти. Планове на сгради, носещи неговия подпис, съдържащи здания, предвидени за концентрационни лагери, са показани като доказателство за неговото съучастничество, но на тях не се обръща внимание в западната и източната пропаганда. Въпреки всичко потенциалния скандал заплашва да урони длъжността на федерален президент. През 1968 г. Любке съобщава, че ще се оттегли през следващата година като неговата оставка е подадена три месеца преди изтичането на неговия мандат. Той умира четири години по-късно в Бон.
Любке, като цяло, е много лош публичен говорител и често е обект на присмех, особено към края на своя мандат, когато възрастта му и слабото здраве започват да дават ефект на неговата памет. По време на реч, той често забравял къде се намира и се е налагало да бъде подсещан от присъстващите. Ето и един например:
| „ | Любке: Когато говоря на вас днес, тук в… ъъъ… във…" От тълпата извиква глас: „Хелмщед!“ Любке: … ъъъ… когато говоря на вас днес в… Хелмщед…" и т.н. | “ |

Според всеизвестния анекдот, през 1962 г. той се обръща към своите слушатели в Либерия със следните думи: „Дами и господа, скъпи негри…“. Така и не се уточнява дали този цитат е верен, но най-вероятно е градска легенда (според седмичника „Die Zeit“). Но други подобни изказвания са добре документирани.
Записи на речите на Любке са събрани от сатиричното немско списание „Pardon“ и предложени в разпространен запис.